# Museo dell'occupazione sovietica (Tbilisi)
Il Museo dell'occupazione sovietica (in georgiano საბჭოთა ოკუპაციის მუზეუმი?) è un museo a Tbilisi, in Georgia, che raccoglie documenti relativi al periodo dell'occupazione sovietica e la storia del movimento di liberazione nazionale della Georgia. È stato istituito nel 2004 e inaugurato il 26 maggio 2006. L'istituzione è parte del Museo nazionale georgiano.

## Galleria d'immagini

L'interno del museo
Uno dei vagoni nei quali i čekisti fucilarono i partecipanti alla rivolta d'agosto
Pugnale personale del ministro della sicurezza della RSS Georgiana